# 勒泰勒的比阿特丽丝
勒泰勒的比阿特丽丝（1130年代—1185年3月30日），法国贵族女性、西西里国王鲁杰罗二世的第三位妻子和王后。

## 家庭
比阿特丽丝生于1130年或1135年，是勒泰勒的吉蒂尔和纳穆尔的比阿特丽丝的九个孩子中的长女。她的父亲在1158年—1171年间为勒泰勒伯爵。

## 婚姻、子女和寡居
1151年，比阿特丽丝嫁给西西里的鲁杰罗二世。她当了3年王后直至1154年2月26日鲁杰罗驾崩。当时比阿特丽丝怀有三周多的身孕，11月，他们唯一的孩子科斯坦察出生。
比阿特丽丝比丈夫多活了31年，没有她曾再嫁的记载。她的女儿科斯坦察因被预言婚姻会导致亡国，自童年起就被关在修道院里当修女，虽然后来于1184年在她去世前一年订婚，她却没能目睹女儿出嫁。科斯坦察后来于1191年成为神圣罗马帝国皇后、1194年成为西西里女王。

## 资料
- Houben, Hubert. . 由Loud, G.A.; Loud, Diane翻译. Cambridge University Press. 2002.
- Metcalfe, Alex. . Edinburgh University Press. 2009.
- Schipa, Michaelangelo. . Tanner, J.R.; Previté-Orton, C. W.; Brooke, Z.N.  (编).  IV. Cambridge University Press. 1957.
- Stürner, Wolfgang. . Wissenschaftliche Buchgesellschaft. 1992.
- Ullmann, Walter. . Routledge. 2003.

| 王室頭銜              | 王室頭銜                          | 王室頭銜                |
| --------------------- | --------------------------------- | ----------------------- |
| 前任： 勃艮第的西比拉 | 西西里王后 1151年 – 1154年2月26日 | 繼任： 纳瓦拉的玛格丽塔 |